# Takikomi gohan

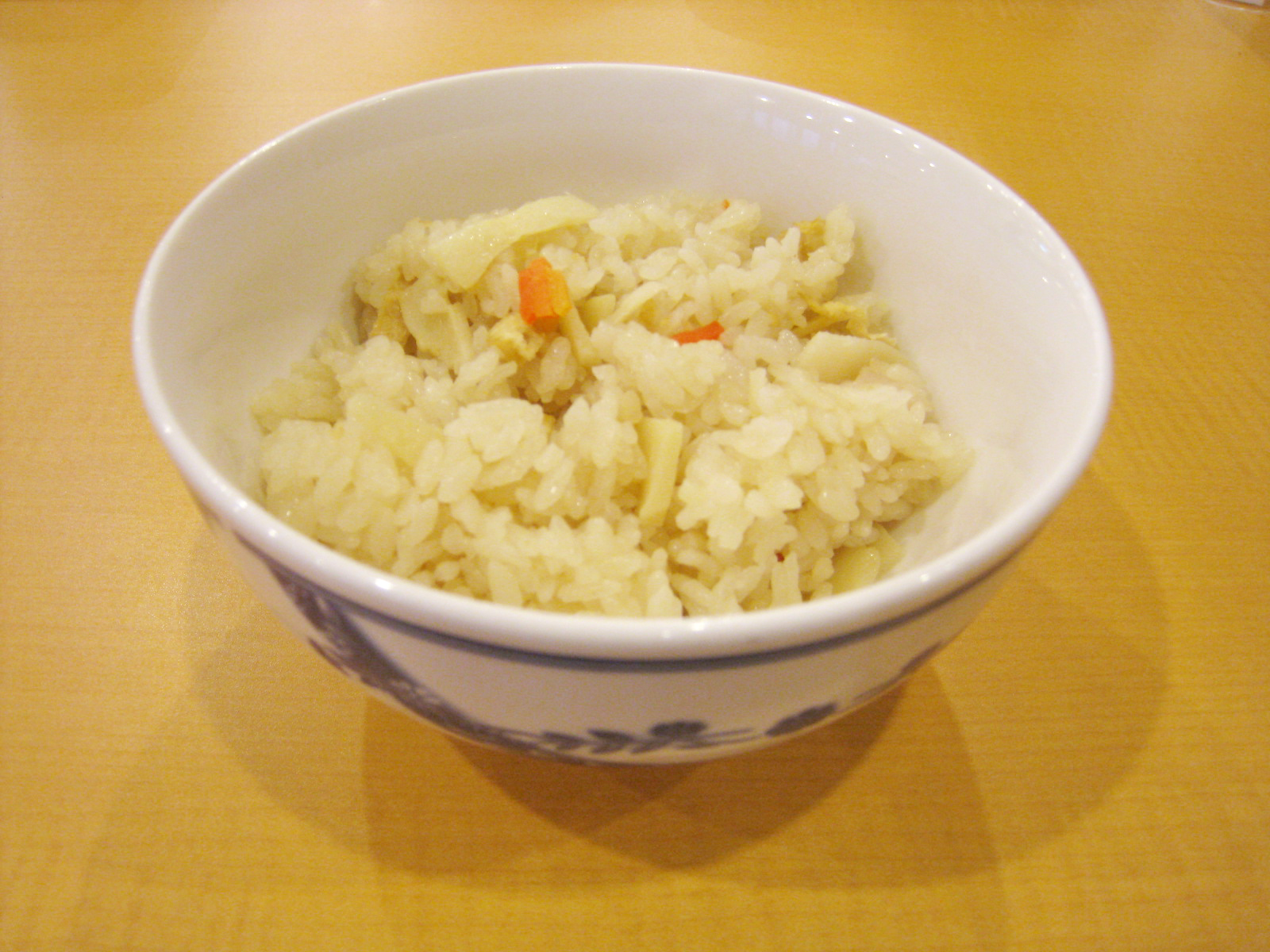
Takenoko gohan (筍御飯), uno de los takikomi gohan.

El takikomi gohan (炊き込みご飯) es un plato de arroz japonés condimentado con dashi y salsa de soja junto con ingredientes como champiñones, verduras, carne o pescado. A menudo se llama gomoku gohan. Puede traducirse aproximadamente como ‘cinco ingredientes mezclados con arroz’. Los contenidos cambian a menudo en función de la disponibilidad por temporada, pudiendo incluir setas matsutake, brotes de bambú, semillas de soja frescas, castañas u ostras. La raíz de bardana también es un complemento común.

## Variantes
- Tai-meshi: arroz con sargo entero.
- Ayu-meshi: arroz con pez dulce entero.
- Matsutake gohan: arroz con setas matsutake.
- Kani-meshi: arroz con cangrejo.

- Datos: Q388983
- Multimedia: Takikomi gohan / Q388983